# Ромітан
Ромітан (узб. Romitan) — місто в Узбекистані, центр Ромітанського району Бухарської області.
Населення 14300 мешканців (перепис 2016 р.). На теперішний час кількість набагато більше (по не офіційним даним 50-70000). 
Шкіргалантерейна фабрика.
Статус міста з 1981 року.
мєр міста Умеджон Ісоєвич Барноєв. 54 років.
Місто має багато вікову історію.
Камений міст " Чорікульбой".
Тут народився і жив Абу Алі ибн Сино (Авіцена).
Ромитанська спортивна школа виховала параолімпійського чемпиона Шерзода Намозова. Паріж 2024 р.